# 袁行遠
袁行遠（1932年7月20日—2022年9月8日），男，江蘇武進人，中華民國空軍軍官學校第32期畢業，曾任中華民國空軍官校第28任校長，空軍總部參謀長，空軍副總司令，民航局長等職務。

## 家庭
父亲袁励衡，长姐袁晓园，四姐袁静，家族其他成员见袁曉園#家族。